# Шарма, Ракеш
Ракеш Ша́рма (хинди राकेश शर्मा; род. 13 января 1949, Патиала, Пенджаб, Индия) — первый индийский космонавт и 138-й человек в мире, совершивший полёт в космос. Герой Советского Союза.

## Биография
Родился в городе Патиала. В 1966 году поступил в Национальную академию обороны (англ. Khadakvasla National Defense Academy). По успешном её окончании в 1970 году служил в Военно-воздушных силах Индии, где сделал успешную карьеру. Участвовал в войне в Бангладеш. В 1982 году, когда Индия была приглашена к участию в советской программе «Интеркосмос», майор Шарма подал заявление о зачислении его в отряд космонавтов. В результате тщательного отбора (на место в отряде космонавтов претендовало 240 человек) он был зачислен в отряд и приступил к тренировкам в Звёздном городке, где, помимо прочего, изучал и русский язык. Вместе с Ракешем Шармой тренировки в Центре подготовке космонавтов проходил его дублёр, также из Индии, Равиш Мальхотра.
Ракеш Шарма был включён в качестве космонавта-исследователя в состав экипажа корабля «Союз Т-11» (командир — Юрий Васильевич Малышев, бортинженер — Геннадий Михайлович Стрекалов; дублирующий экипаж: командир — Анатолий Николаевич Березовой, бортинженер — Георгий Михайлович Гречко, космонавт-исследователь — Равиш Мальхотра).
«Союз Т-11» был запущен в космос с космодрома Байконур 3 апреля 1984 года и пристыковался к орбитальной космической станции «Салют-7». Проведя в космосе 7 суток, 21 час и 41 минуту, 11 апреля 1984 года экспедиция вернулась на Землю. При этом для посадки использовался корабль «Союз Т-10».
В качестве космонавта-исследователя Ракеш Шарма проводил многозональную съёмку районов Северной Индии на предмет возможности строительства гидроэлектростанции в Гималаях. Во время полёта Ракеша Шармы был проведён сеанс связи с премьер-министром Индии Индирой Ганди. На вопрос Ганди о том, как выглядит Индия из космоса, Шарма ответил строкой из патриотического стихотворения Мухаммада Икбала: «Лучше всех в мире» (хинди सारे जहां से अच्छा).
В настоящее время живёт в г. Кунур. Имеет воинское звание командира эскадрильи (в системе званий ВВС стран Британского содружества приравнено к званию полковника в других родах войск).

## Награды
- Указом Президиума Верховного Совета СССР от 11 апреля 1984 года за успешное осуществление международного космического полёта и проявленные при этом мужество и героизм космонавту-исследователю гражданину Республики Индия Ракешу Шарме было присвоено звание Героя Советского Союза с вручением ордена Ленина и медали «Золотая Звезда» (№ 11510).
- Правительство Индии наградило экипаж высшей военной наградой Индии «Ашока Чакра».
- Медаль «За заслуги в освоении космоса» (12 апреля 2011 года) — за большой вклад в развитие международного сотрудничества в области пилотируемой космонавтики[4].

## После космоса
Демобилизовавшись из ВВС Индии в звании подполковника, Ракеш Шарма поступил лётчиком-испытателем в компанию «Хиндустан Аэронотикс», управляемую Министерством обороны Индии. Он служил в Национальном лётном испытательном центре компании, расположенном в Бангалоре, где принимал участие в работах по созданию индийского лёгкого истребителя.
В настоящее время Ракеш Шарма удалился от активной деятельности; он занимает должность председателя Совета по автоматизации документооборота. В ноябре 2006 года Шарма принял участие в конференции, организованной Индийской организацией космических исследований, на которой было принято решение о начале работ по подготовке Индией собственной программы пилотируемых полётов в космос.

## Личные данные
У Ракеша Шармы двое детей: дочь Криттика и сын Капил. Капил Шарма работает в индийской киноиндустрии.